# Giorgio Ferroni
Giorgio Ferroni (Perusa, 12 d'abril de 1908 − Roma, 17 d'agost de 1981) va ser un director de cinema i guionista italià. De vegades ha fet servir el pseudònim Calvin Jackson Padget o Calvin J. Padget, per signar els seus films.

## Biografia
Giorgio Ferroni va començar la seva carrera en els anys 1930 com a realitzador de documentals i ajudant del realitzador Gennaro Righelli. Fa ell mateix els seus primers passos de director el 1937, s'especialitza llavors en les pel·lícules d'aventures. Després de la guerra, realitza algunes pel·lícules neorealistes, Pian delle stelle  i  Tombolo, paradiso nero, .
Més tard, roda peplums entre els quals Mill of the Stone Women  i troba èxits comercials fent rodar Giuliano Gemma en Spaghetti westerns.

## Filmografia
- 1939: Terra di fuoco (codirigida amb Marcel L'Herbier)
- 1961: La guerra de Troia
- 1964: Coriolano: Eroe senza patria
- 1965: Un dollaro bucato
- 1971: L'arquer de Sherwood